# Зульцбах (Рейн-Лан)
Зульцбах (нем. Sulzbach) — община в Германии, в земле Рейнланд-Пфальц.
Входит в состав района Рейн-Лан. Подчиняется управлению Нассау. Население составляет 216 человек (на 31 декабря 2010 года). Занимает площадь 2,22 км².